# The Roots: Gates of Chaos
The Roots: Gates of Chaos est un jeu vidéo de type action-RPG développé par Cenega (pl) et édité par Nokia, sorti en 2005 sur N-Gage.

## Accueil
- Jeuxvideo.com : 9/20[1]